# 張堂 (道光十五年進士)
張堂（？年—？年），山東靑州府安邱縣人，由進士，道光十八年三月任四川順慶府岳池縣知縣，己亥科調充同考試官，道光十九年十月回任岳池縣知縣。是一位政治人物，明清時曾在四川順慶府岳池縣（位於今四川東北部，武周萬歲通天二年分南充、相如二縣置，是一個千年古縣）擔任官吏。